# Ligne 88A (Infrabel)
Ne doit pas être confondu avec Ligne 88 (Infrabel).
La ligne 88A, est une ligne de chemin de fer en Belgique qui reliait Tournai à Rumes et à la frontière française. Mise en service en 1883 par les Chemins de fer de l'État belge elle est totalement fermée à toutes circulation en 1994 et la voie est déposée sur toute sa longueur en 1995.

## Histoire
La ligne de Tournai à Rumes et à la frontière française vers Orchies, longue de 12,6 km, est mise en service le 30 décembre 1883 par les Chemins de fer de l'État belge,.
La ligne 88A est poursuivie en France vers Orchies puis Douai via la ligne de Pont-de-la-Deûle à Bachy - Mouchin.
À partir des années 1920 ou 1930, la ligne subit la concurrence de deux lignes d'autobus la loi n'imposant à cette époque qu'une autorisation royale malgré la concurrence avec la ligne ferroviaire, l'une entre Tournai et Esplechin longeant en partie la chaussée de Douai (N508), probablement privée ou concédée à la SNCV, l'autre entre Tournai et La Glanerie longeant la ligne ferroviaire par Ere et Willemeau, ligne privée ou concédée à la SNCB,. En 1946, la ligne d'autobus Tournai - La Glanerie (limitée alors à Rumes) est devenue un service complémentaire d'autobus de la SNCB (les « bus verts », tableau 216).
La ligne est fermée au trafic voyageur en 1950,  il est remplacé par le service d'autobus complémentaire qui devient service de substitution (tableau 1504),,. En 1977, la ligne est transférée à la Société nationale des chemins de fer vicinaux (SNCV) puis en 1991 au TEC Hainaut qui l'exploite toujours sous l'indice 88,.

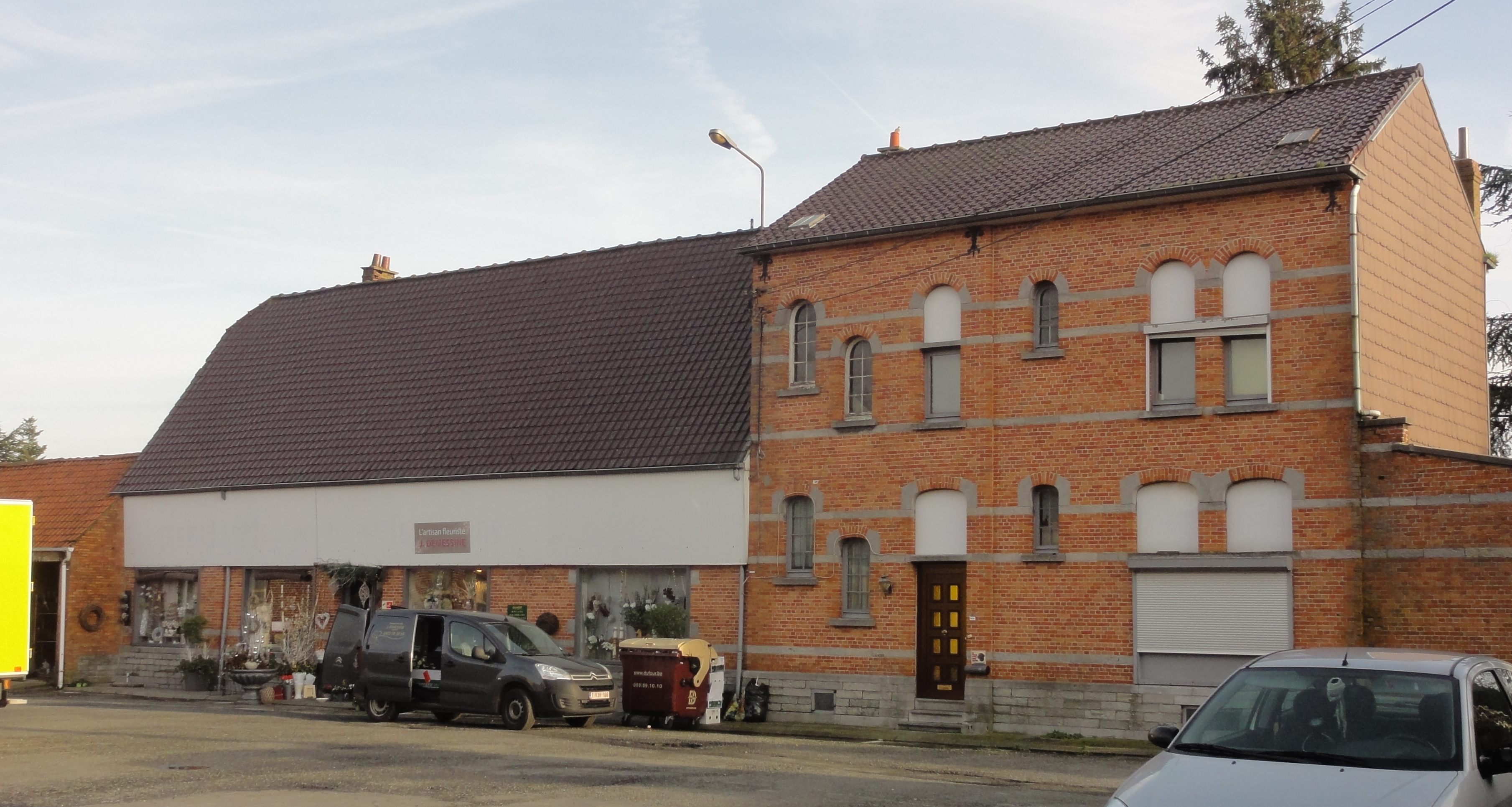
La gare de Willemeau-Froidmont fin décembre 2019.